# Billerud AB (2001–2012)
Billerud Aktiebolag (publ) var en tillverkare av förpackningspapper som bildades av Stora Enso och dåvarande Assi Domän år 2001. Årsomsättningen vid utgången av 2009 var cirka 7,8 miljarder kronor.

## Historik
Billerud hade tillverkning vid Gruvöns bruk i Grums, bruken i Karlsborg (Kalix kommun) och Skärblacka samt i brittiska Beetham. Gruvöns bruk etablerades 1931 av det gamla Billeruds AB, som fusionerades med Stora Kopparbergs Bergslags AB (nuvarande Stora Enso) 1984. Skärblacka bruk har tidigare ägts av bland annat Fiskeby AB, medan Karlsborgs sulfatfabrik ingick i statliga AB Statens Skogsindustrier (ASSI).
År 2012 gick Billerud AB och Korsnäs AB samman och bildade Billerud Korsnäs AB. Den köpande parten i affären var formellt Billerud.

## Affärsområden
- Packaging & specialty paper: gör kraft- och säckpapper för förpackning av livsmedel, bärkassar, industriella applikationer och tjänster inom förpackningsoptimering och design.
- Packaging boards: utvecklar och säljer wellråvara till förpackningar för kosumentvaror som frukt och transportförpackningar, vätskekartong och kartong till pappersmuggar och förpackningsoptimering.
- Market pulp: säljer långfibrig avsalumassa till tillverkare av tissue, tryck- och skrivpapper, och förpackningspapper.[5]

## Största aktieägare
- FRAPAG Beteiligungsholding AG (från Österrike) -ca 20 %
- SHB fonder -ca 3 %
- Swedbank Robur fonder -ca 2 %
- Norska staten -ca 2 %
- Fjärde AP-fonden -ca 1,5 %